# Lonnerbecke
Lonnerbecke è una frazione (Ortsteil) del comune di Bippen, nel land della Bassa Sassonia, in Germania.

## Storia
Già comune autonomo nel circondario di Bersenbrück, fu soppresso e incorporato a Bippen il 1º luglio 1972.